# Holmes (Lancashire)
Holmes – osada w Anglii, w hrabstwie Lancashire, w dystrykcie West Lancashire. Leży 48 km na północny zachód od miasta Manchester i 303 km na północny zachód od Londynu. W 2001 miejscowość liczyła 5350 mieszkańców.